# Коткув (Ленчицький повіт)
Коткув (пол. Kotków) — село в Польщі, у гміні Ґрабув Ленчицького повіту Лодзинського воєводства.
Населення — 193 особи (2011).
У 1975-1998 роках село належало до Конінського воєводства.

## Демографія
Демографічна структура станом на 31 березня 2011 року:
|          | Загалом | Допрацездатний вік | Працездатний вік | Постпрацездатний вік |
| -------- | ------- | ------------------ | ---------------- | -------------------- |
| Чоловіки | 106     | 20                 | 67               | 19                   |
| Жінки    | 87      | 12                 | 44               | 31                   |
| Разом    | 193     | 32                 | 111              | 50                   |